# Claude Desurmont
Pour les articles homonymes, voir Desurmont.
Claude Desurmont, né en 1930, est un clarinettiste classique français.

## Biographie
Il a joué à la Musique de l'air dans les années 1960 et comme clarinette solo à l'Orchestre de Paris.
Il a effectué de nombreux enregistrements, notamment avec le Quintette à vent français constitué de Jacques Lancelot (clarinette), Gilbert Coursier (cor), André Fournier (cor), Paul Hongne (basson), Jean-Pierre Rampal (flûte et chef d'orchestre) et l'Octuor à vent Maurice Bourgue. 
Il a formé de nombreux élèves qui ont reçu le prix de la ville de Paris. 
Il a également été professeur au conservatoire de Clamart dans les années 1960 et à l’ENM d’Aulnay-sous-Bois.

## Enregistrements
- Johann Christian Bach : Quatre quintettes pour deux clarinettes, deux cors et basson, avec  Jacques Lancelot (clarinette) , Gilbert Coursier (cor) , Claude Desurmont (clarinette) , Paul Hongne (basson), réédition de l'Oiseau-Lyre OL en 1957 (Forgotten records, fr 675, 2012)
- Mozart : avec l'Ensemble à vent français, enregistrements réalisés en novembre 1955 au Bal des Fleurs pour «  Les Discophiles Français  » (OSSIA 1001/2)[2]
  - Grande sérénade en si bémol majeur no 10 « Gran Partita » K. 361 pour treize instruments à vent ; Adagio en si bémol majeur K. 411 ; Adagio canonique en fa majeur K. 410 (1961)
  - Sérénade pour vents no 11 ; Sérénade pour vents no 12 (1961)
- Olivier Messiaen : Quatuor pour la fin du Temps, « Danse de la fureur pour les 7 trompettes », avec Daniel Barenboim (piano), Luben Yordanoff (violon), Albert Tétard (violoncelle), Claude Desurmont (clarinette), (DGG 4801338, 1978)
- Camille Saint-Saëns: Le Carnaval des animaux : grande fantaisie zoologique pour flûte, piccolo, clarinette, 2 pianos, célesta, xylophone, 2 violons, alto, violoncelle et contrebasse ; Septuor en mi bémol majeur pour trompette, 2 violons, alto, violoncelle, contrebasse et piano, op. 65, avec le Trio à cordes français	; Maurice André, Trompette Cornet Bugle ; Michel Béroff, Piano ; Jean-Philippe Collard, Piano ; Alain Moglia, Violon ; Jacques Cazauran, Contrebasse ; Michel Debost, Flûte traversière et piccolo ; Claude Desurmont, Clarinette ; et al.	(EMI, P. 1978, rééd. 1986)
- Georges Auric : Imaginées, avec le Quatuor Parrenin (La Voix De Son Maître – C 069 - 16.287, 1979).